# Judy Chin
Judy Chin ist eine Maskenbildnerin.

## Leben
Seit dem Jahr 2000 und dem Film Requiem for a Dream arbeitet sie eng mit Regisseur Darren Aronofsky zusammen. Bereits im Jahr 2002 war sie an Frida beteiligt, der einen Oscar für das beste Make-up und die besten Frisuren erhielt. Danach setzte sie ihre Arbeit mit Aronofsky an den preisgekrönten Filmen The Wrestler, Black Swan und Noah fort. In Black Swan entwarf sie das ikonische Make-up für Natalie Portman. Neben vielen weiteren Filmen arbeitete sie an Bridge of Spies und West Side Story unter Steven Spielberg mit. Zuletzt wurde sie zusammen mit Annemarie Bradley und Adrien Morot in der Kategorie bestes Make-up und beste Frisuren mit dem Oscar für The Whale ausgezeichnet.

## Filmografie (Auswahl)
- 1989: Verdacht auf Liebe (The Unbelievable Truth)
- 1998: Wiege der Angst (Montana)
- 2000: Requiem for a Dream
- 2000–2004: Sex and the City (Fernsehserie)
- 2002: Life without Dick – Verliebt in einen Killer (Life Without Dick)
- 2002: Frida
- 2003: Coffee and Cigarettes
- 2003: Haus aus Sand und Nebel (House of Sand and Fog)
- 2004: Das Vermächtnis der Tempelritter (National Treasure)
- 2005: Jack & Rose
- 2005: Broken Flowers
- 2006: The Fountain
- 2007: Across the Universe
- 2008: Smart People
- 2008: Jumper
- 2008: Sex and the City – Der Film (Sex and the City: The Movie)
- 2008: Synecdoche, New York
- 2008: The Wrestler – Ruhm, Liebe, Schmerz (The Wrestler)
- 2009: Bored to Death (Fernsehserie)
- 2010: Sex and the City 2
- 2010: Black Swan
- 2010: The Tempest – Der Sturm (The Tempest)
- 2010: All Beauty Must Die (All Good Things)
- 2011: The Playboy Club (Fernsehserie)
- 2012: Der Diktator (The Dictator)
- 2013: Die fantastische Welt von Oz (Oz the Great and Powerful)
- 2013: Muhammad Alis größter Kampf (Muhammad Ali’s Greatest Fight)
- 2014: Noah
- 2014: Birdman oder (Die unverhoffte Macht der Ahnungslosigkeit) (Birdman or (The Unexpected Virtue of Ignorance))
- 2014: Gefühlt Mitte Zwanzig (While We’re Young)
- 2015: Irrational Man
- 2015: Bridge of Spies – Der Unterhändler (Bridge of Spies)
- 2016: Pee-Wee’s Big Holiday
- 2016: Money Monster
- 2016: Amerikanisches Idyll (American Pastoral)
- 2017: The Meyerowitz Stories (New and Selected)
- 2017: Mother!
- 2017: Wunder (Wonder)
- 2017: Die Verlegerin (The Post)
- 2018: Maniac (Fernsehserie)
- 2019: The Dead Don’t Die
- 2019: Little Women
- 2020: Greyhound – Schlacht im Atlantik (Greyhound)
- 2020: The Glorias
- 2021: Tick, Tick… Boom!
- 2021: West Side Story
- 2022: The Whale

## Auszeichnungen (Auswahl)
- 2001: Emmy-Nominierung in der Kategorie Outstanding Makeup and Hairstyling für Sex and the City
- 2003: Emmy-Nominierung in der Kategorie Outstanding Makeup and Hairstyling für Sex and the City
- 2003: BAFTA in der Kategorie Best Make Up/Hair für Frida
- 2011: BAFTA-Nominierung in der Kategorie Best Make Up & Hair für Black Swan
- 2023: BAFTA-Nominierung in der Kategorie Best Make Up & Hair für The Whale
- 2023: Oscar-Auszeichnung in der Kategorie bestes Make-up und beste Frisuren für The Whale[3]